# KiXX de Philadelphie
Le KiXX de Philadelphie (en anglais : Philadelphia KiXX) est une équipe professionnelle de football en salle, basée à Philadelphie dans l'État de Pennsylvanie. L'équipe fut fondée en 1995 et elle jouissait dans la Major Soccer League. Depuis la saison 2001, l'équipe évolue dans la Major Indoor Soccer League. Son nom est dérivé de la forme plurielle de mot anglais kick (coup-de-pied). L'équipe a gagné le championnat de la ligue deux fois, dans les saisons 2001-02 et 2006-07.

## Palmarès
- Champion MISL (2) : 2001-2002 MISL Champions, 2006-2007 MISL Champions
- Titres de division (3) : 1997-1998 NPSL East Division, 1998-1999 NPSL East Division, 2002-2003 MISL Eastern Division

## Saison par saison
| Année   | Ligue    | Saison rég.        | Playoffs | Affluence moyenne |
| ------- | -------- | ------------------ | --- | ----------------- |
| 1996-97 | NPSL II  | 3e East, 17-23     | Défaite Quarts de finale de Conférence contre Blast 8-15; 8-18 | 7,894             |
| 1997-98 | NPSL II  | 1er East, 26-14    | Victoire Demi-finales de Conférence contre Crunch 10-4; 29-27 Défaite Finale de Conférence contre Wave 9-7; 5-19; 3-12; 10-16                                               | 8,637             |
| 1998-99 | NPSL II  | 1er East, 23-17    | Victoire Demi-finales de Conférence contre Wave 9-11; 13-11; 14-5 Défaite Finale de Conférence contre Crunch 0-15; 15-30                                                    | 8,974             |
| 1999-00 | NPSL II  | 2e East, 24-20     | Défaite Demi-finales de Conférence contre Blast 11-15; 12-25 | 8,081             |
| 2000-01 | NPSL II  | 4e American, 22-18 | Victoire Demi-finales de Conférence contre Heat 21-19; 19-14 Victoire Finale de Conférence contre Blast 19-23; 12-8; 16-15 Défaite Championnat contre Wave 12-16; 8-9; 8-10 | 5,224             |
| 2001-02 | MISL II  | 2e MISL, 30-14     | Victoire Demi-finales contre Comets 18-13 Victoire Championnat contre Wave 4-11; 11-4; 8-6                                                                                  | 5,328             |
| 2002-03 | MISL II  | 1er Eastern, 24-12 | Défaite Demi-finales contre Blast 6-8 | 4,294             |
| 2003-04 | MISL II  | 2e Eastern, 20-16  | Défaite Quarts de finale contre Comets 5-8 | 5,226             |
| 2004-05 | MISL II  | 3e MISL, 22-17     | Défaite Demi-finales contre Force 3-6; 6-10 | 5,361             |
| 2005-06 | MISL II  | 5e MISL, 10-20     | Pas qualifié | 6,990             |
| 2006-07 | MISL II  | 3e MISL, 17-13     | Victoire Demi-finales contre Storm 8-11; 10-6; 2-0 Victoire Championnat contre Ignition 13-8                                                                                | 6,551             |
| 2007-08 | MISL II  | 7e MISL, 12–18     | Non qualifié | 6,118             |
| 2008–09 | NISL     | 4e NISL, 10–8      | Non qualifié | 6,444             |
| 2009–10 | MISL III | 4e MISL, 8–12      | Non qualifié | 4,725             |

## Entraîneurs
- Dave MacWilliams, 1996-1999
- Omid Namazi, 1999-2002
- Don D'Ambra, 2002-présent